# Tour della nazionale maschile di rugby a 15 dell'Unione Sovietica 1989
A dicembre 1989 la nazionale sovietica di rugby intraprese il suo primo, e a posteriori unico, tour ufficiale della sua storia.
Avvenne in Inghilterra su invito della Rugby Football Union, dopo che l'URSS, a seguito dei progressi mostrati in Coppa Europa, era stata invitata a prendere parte alla prima Coppa del Mondo nel 1987, offerta che tuttavia la federazione sovietica fu costretta a declinare su ordine del governo per ragioni politiche.
Il tour prevedeva cinque incontri, nessuno dei quali internazionale, con tre selezioni di contea, la squadra delle Forze Armate britanniche, e infine contro l'Inghilterra B a Northampton.
I sovietici costituivano una relativa novità per il rugby britannico, benché fossero all'epoca note le loro prestazioni in Coppa Europa e le vittorie contro Romania, Italia e Francia nel torneo continentale; a sottolineare la natura pionieristica della spedizione figura il gesto del manager della squadra Duglas Kavtelašvili che, appena sbarcato a Heathrow, in segno di cortesia per l'ospitalità ricevuta invitò a propria volta il presidente della RFU Dudley Wood a giocare in Unione Sovietica l'anno successivo, ignaro del fatto che l'invito dovesse provenire dalla federazione e che la nazionale inglese era attesa in Argentina l'anno seguente; lo stesso Wood tuttavia rispose che se l'invito fosse arrivato in via ufficiale dal presidente della federazione rugbistica sovietica Vladimir Il'jušin, esso sarebbe stato preso in considerazione, eventualmente con l'invio della propria squadra nazionale B.

## Il tour
Il primo incontro si tenne in Cornovaglia presso il Recreation Ground di Redruth; i sovietici pagarono una certa disorganizzazione nel gioco in mischia chiusa, controbilanciata dal gioco in attacco: in effetti i 12 punti dell'URSS vennero da una meta di Tichonov, l'unica dell'incontro, e da altri 8 punti al piede del mediano d'apertura Mironov, mentre la selezione della Cornovaglia marcò i suoi 12 punti solo su calci piazzati e drop; il risultato finale fu comunque giudicato rispettoso di quanto visto in campo.
Quattro giorni dopo, allo stadio militare di Aldershot, il Guardian fece notare che l'elemento di maggior colore prima dell'incontro fosse la presenza di una bandiera sovietica all'interno di un'installazione dell'esercito britannico; in realtà il gioco messo in mostra dai sovietici contro la squadra militare non rispecchiava il punteggio di 18-3 con il quale furono sconfitti e fu messo in luce come, qualora ben allenati e addestrati a non cadere in alcune ingenuità dovute a inesperienza, in futuro sarebbero stati capaci di vincere incontri del genere.
Stessa inesperienza fu fatale ai sovietici nel terzo incontro a Stourbridge contro la selezione universitaria inglese: una squadra in cui spiccava il giovane studente di medicina Phil de Glanville, futuro internazionale in due Coppe del Mondo subì inizialmente l'aggressività e la tecnica dei visitatori, che nel primo tempo, su un campo fangoso e con vento a favore, realizzarono due mete con Plotnikov e Tichonov e chiusero all'intervallo sul 15-4; nella ripresa gli studenti inglesi sfruttarono la minore attitudine sovietica agli incontri di alto livello e marcarono con Moon, mentre Strett mise a frutto solo due dei calci piazzati che i ripetuti falli sovietici concessero alla sua squadra: alla fine il risultato fu una sconfitta di un solo punto per la squadra in visita e l'impressione di avere sprecato forse l'ultima occasione per vincere un incontro del tour.
Stesso copione ad Aspatria, nel nord dell'Inghilterra: l'URSS mise in campo tenacia e resistenza, ma furono i dettagli a orientare il risultato a favore della selezione del North of England: a fronte di una prima fase in sostanziale equilibrio, con due mete per parte, un intercetto inglese portò al primo break a cui fece subito dopo seguito un'altra meta che scavò il solco tra le due compagini; la meta di Tichonov nel finale servì per accorciare le distanze, subito ristabilite a tempo scaduto da Kimmins per il 30-14 finale.
Il clou della spedizione, almeno per quanto riguardava le aspettative dell'URSS, fu l'incontro di Northampton contro l'Inghilterra B che, nonostante il carattere di incontro senza presenza ufficiale, tuttavia schierava elementi di interesse internazionale come Mick Skinner, Mike Teague e John Olver, tutti in seguito presenti per la nazionale maggiore alla Coppa del Mondo 1991.
I primi punti inglesi furono sostanzialmente frutto di errori sovietici di handling e della loro soggezione nel trovarsi di fronte a un avversario prestigioso; sotto 0-18 all'intervallo, la squadra capitanata da Mironov prese coraggio nella ripresa e iniziò a dominare le mischie chiuse, arrivando a guadagnare terreno e lanciare una prima volta in meta Molčanov e accorciare ulteriormente le distanze con una meta di Zuev.
Nonostante le quattro sconfitte su cinque incontri, i sovietici lasciarono agli osservatori l'impressione che con la giusta conduzione tecnica avrebbero potuto essere una delle forze emergenti del rugby europeo.

## Gli incontri
| Redruth 9 dicembre 1989                                               | Cornovaglia | 12 – 12     | Unione Sovietica | Recreation Ground |
| mt Tichonov tr Mironov Chapman (2) Rule c.p. Mironov (2) Chapman drop |             |             |                  |                   |
|                                                                       |             |             |                  |                   |
|                                                                       | mt          | Tichonov    |                  |                   |
|                                                                       | tr          | Mironov     |                  |                   |
| Chapman (2) Rule                                                      | c.p.        | Mironov (2) |                  |                   |
| Chapman                                                               | drop        |             |                  |                   |

| Arbitro: | Ed Morrison |

|                |      |           |
| Graham tecnica | mt   |           |
| Hull (2)       | tr   |           |
| Hull (2)       | c.p. | Dzagnidze |

| Arbitro: | D. Matthews |

|                   |      |                    |
| de Glanville Moon | mt   | Plotnikov Tichonov |
| Strett            | tr   | Dzagnidze (2)      |
| Strett (2)        | c.p. | Dzagnidze          |

| Arbitro: | M. Bayliss |

|                           |      |                   |
| Heslop (2) Hunter Kimmins | mt   | Dzagnidze Mironov |
| Strett (4)                | tr   |                   |
| Strett (2)                | c.p. | Dzagnidze (2)     |

| Arbitro: | D. Leslie |

|            |      |               |
| Clough (2) | mt   | Molčanov Zuev |
| Pears (2)  | tr   | Dzagnidze     |
| Pears (2)  | c.p. |               |

## Il post-tour
Nonostante il tour fosse stato il primo e unico incontro tra i due mondi del rugby, i sovietici ricevettero riconoscimento indiretto con l'invito di Aleksandr Tichonov e Igor' Mironov nei Barbarians l'anno successivo, e un altro invitato facente parte della spedizione, Sergej Sergeev, fu ingaggiato in Francia e votato miglior giocatore del campionato nel 2001.
Tuttavia, lo scioglimento dell'URSS nel 1991 fermò tutti i programmi di sviluppo rugbistico, o quantomeno li rallentò pesantemente: la federazione russa, subentrata a quella sovietica, ereditò solo 15000 dei 35000 praticanti del vecchio Paese, per la perdita degli elementi provenienti dagli Stati baltici, dal Kazakistan e, soprattutto, dalla Georgia.
Il 17 novembre 1991 l'URSS disputò la sua ultima partita e occorsero vent'anni alla Russia per qualificarsi alla sua prima Coppa del Mondo, mentre invece la Georgia si qualificò per la prima volta a quella del 2003.